# Golden Valley Railway
| Bacton Station in den 1960er Jahren |                      |                                  |                                  |
| |                      |                                  |                                  |
| Streckenlänge: | 30 km                |                                  |                                  |
| Spurweite: | 1435 mm (Normalspur) |                                  |                                  |
| |                      |                                  |                                  |
| \| \| \| Hereford, Hay and Brecon Railway \| \| \| \| 0,0 \| Hay-on-Wye \| Hay-on-Wye \| \| \| \| Hereford, Hay and Brecon Railway \| \| \| \| \| Clifford \| \| \| \| \| Westbrook \| \| \| \| \| Dorstone \| \| \| \| \| Peterchurch \| \| \| \| \| Vowchurch \| \| \| \| \| Bacton \| \| \| \| \| Abbeydore \| \| \| \| \| Welsh Marches Line \| \| \| \| \| Pontrilas \| \| \| \| \| Welsh Marches Line \| \| |                      |                                  |                                  |
| Strecke |                      | Hereford, Hay and Brecon Railway | Hereford, Hay and Brecon Railway |
| ehemaliger Haltepunkt / Haltestelle | 0,0                  | Hay-on-Wye                       | Hay-on-Wye                       |
| Abzweig ehemals geradeaus und nach links |                      | Hereford, Hay and Brecon Railway | Hereford, Hay and Brecon Railway |
| Haltepunkt / Haltestelle (Strecke außer Betrieb) |                      | Clifford                         | Clifford                         |
| Haltepunkt / Haltestelle (Strecke außer Betrieb) |                      | Westbrook                        | Westbrook                        |
| Haltepunkt / Haltestelle (Strecke außer Betrieb) |                      | Dorstone                         | Dorstone                         |
| Haltepunkt / Haltestelle (Strecke außer Betrieb) |                      | Peterchurch                      | Peterchurch                      |
| Haltepunkt / Haltestelle (Strecke außer Betrieb) |                      | Vowchurch                        | Vowchurch                        |
| Haltepunkt / Haltestelle (Strecke außer Betrieb) |                      | Bacton                           | Bacton                           |
| Haltepunkt / Haltestelle (Strecke außer Betrieb) |                      | Abbeydore                        | Abbeydore                        |
| Abzweig ehemals geradeaus und von links |                      | Welsh Marches Line               | Welsh Marches Line               |
| ehemaliger Haltepunkt / Haltestelle |                      | Pontrilas                        | Pontrilas                        |
| Strecke |                      | Welsh Marches Line               | Welsh Marches Line               |

Die Golden Valley Railway war eine britische Eisenbahngesellschaft in Herefordshire in England. Die Gesellschaft bestand von 1875 bis 1901 und verband mit einer 30 Kilometer langen Bahnstrecke die Orte Hay-on-Wye und Pontrilas.

## Geschichte
In der Hoffnung die Transportkosten- und Zeiten für ihre Güter zu verringern, setzten sich einige Landbesitzer, Farmpächter und Kaufleute aus der Region zwischen Pontrilas und Dorstone für den Bau einer Bahnstrecke zwischen den Orten ein. In Pontrilas konnte an die Bahnstrecke der Great Western Railway angeschlossen werden. Eine erste Versammlung der Interessenten erfolgte am 30. September 1875. Erster Geschäftsführer der Gesellschaft wurde Gavin Robinson. Das Eigenkapital wurde auf 60.000 Pfund und die Kreditaufnahme auf 20.000 Pfund festgesetzt. 
Die Gesellschaft erhielt am 13. Juli 1876 die Konzession zum Bau einer Bahnstrecke zwischen Pontrilas und Dorstone. Der erste Spatenstich erfolgte am 30. August 1876. In der Folge verlangten auch die Händler und Landwirte in Hay-on-Wye einen Anschluss an die Bahnstrecke. Zum einen befürchteten sie wirtschaftliche Einbußen und andererseits hofften sie auf die Einnahmen durch den Eisenbahnbetrieb. Die Konzession wurde 1877 erteilt und genehmigte weitere Eigenkapital von 72.000 Pfund und eine Kreditaufnahme von 24.000 Pfund. Ein erster Spatenstich wurde am 31. August 1877 vorgenommen.
Die Bauarbeiten kamen nur langsam voran, da die Gesellschaft nicht genug Geldmittel zur Zahlung des Bauunternehmens einwerben konnte. Das Bauunternehmen stellte deshalb mehrmals die Arbeiten ein. Auch die Verhandlungen mit Grundstückseigentümern und der Great Western Railway zur Einbindung der Bahnstrecke verlängerten die Bauzeit. Der Betrieb auf der Strecke zwischen Pontrilas und Dorstone wurde am 1. September 1881 aufgenommen. 
Der Betrieb auf dem Abschnitt zwischen Pontrilas und Dorstone wurde anfänglich mit einer von der GWR gemieteten Lokomotive durchgeführt. Es wurde drei Züge am Tag sowie alle zwei Tage ein zusätzlicher vierter Zug angeboten. Bereits ab Anfang an versuchte man ein Abkommen mit der Great Western Railway zum Betrieb der Strecke zu erreichen. Die Angebote der GWR wurden jedoch regelmäßig als unzureichend abgelehnt. 
Der Gesellschaft gelang es nicht, genügend Einnahmen zu erzielen. So konnten weder Dividenden noch notwendige Kreditzinsen erwirtschaftet werden. Nur durch Darlehen und Garantien der Vorstandsmitglieder sowie Vereinbarungen mit den Kreditgebern konnte der Betrieb überhaupt aufrechterhalten werden. Eine Erhöhung des Betriebskapitals im Jahr 1883 um weitere 20.000 Pfund erbrachte keine Verbesserung der finanziellen Lage. Nachdem auch noch die GWR auf Grund fehlender Zahlungen einen Monat lang keine Lokomotive zur Verfügung stellte, musste die Gesellschaft am Jahresende einen Rekordverlust vermelden. 
Der Bau des Abschnittes zwischen Dorstone und Hay-on-Wye verzögerte sich auf Grund weitere Verhandlungen über den Endpunkt der Bahnstrecke. So wurde statt eines eigenständigen Bahnhofes eine Anbindung an die Bahnstrecke der Midland Railway in Hay von den Direktoren der GVR befürwortet. Außerdem hoffte man damit die Basis für eine Verlängerung der Strecke bis nach Monmouth legen zu können. Die entsprechende Konzession für diese Planänderung wurde 1884 erteilt. Außerdem wurden weitere 45.000 Pfund an Eigenkapital und 15.000 Pfund an Krediten genehmigt.
1884 musste der Personenverkehr zwischen Pontrilas und Dorstone eine Zeitlang ausgesetzt werden, da Mängel an der Gleislage einen sicheren Betrieb nicht mehr zuließen. Bei einer außerordentlichen Gesellschafterversammlung am 16. April 1885 kam es zu einer heftigen Auseinandersetzung. Eine Gruppe unter dem Vorsitzenden Robinson wollte ein Angebot der GWR zur Übernahme des Betriebes, der Reparatur der Strecke und der Einstellung der Arbeiten an der Verlängerung nach Hay akzeptieren, während die gegnerische Gruppe Richard Green-Price eine Fortsetzung des Baus verlangte und dafür in London entsprechendes Kapital organisieren wollten. Die Versammlung endete mit dem Rücktritt von Robinson als Vorsitzenden der Gesellschaft. Green-Price rückte auf diesen Posten nach. Außerdem wurde am 2. Juli 1885 auf Grund der noch ungeklärten finanziellen Lage und des Streckenzustandes der Betrieb eingestellt. Nach einer erneuten Gesellschafterversammlung am 18. Juli 1885 konnte am 19. August 1885 der Personenverkehr wieder aufgenommen werden. 
Die Finanzierung des zweiten Abschnittes nach Hay gestaltete sich noch schwieriger als der des ersten Teiles. So lag das Angebot des Bauunternehmens mit 154.000 Pfund weit über der geplanten Summe von 60.000 Pfund. Da die Mittel der örtlichen Unternehmer dafür nicht mehr ausreichten, versuchte man 1886 Investoren über Londoner Makler zu finden. Die Strecke war Ende 1888 fertiggestellt, wies jedoch noch einige Sicherheitsmängel auf. So konnte sie erst am 27. Mai 1889 offiziell eröffnet werden. 
Auf Grund noch unbezahlter Rechnungen der GWR und anderer Gläubiger wurde die Gesellschaft von März 1887 bis April 1888 unter Zwangsverwaltung gestellt. In der Zwischenzeit war viele der lokalen Investoren aus dem Vorstand der Gesellschaft ausgeschieden. Die nunmehrige Vorstand versuchte in der geplanten Weiterführung der Strecke nach Monmouth den Erfolg des Unternehmens sicherzustellen. Für die geplante Weiterführung nach Monmouth wurde 1889 die Konzession erteilt. 

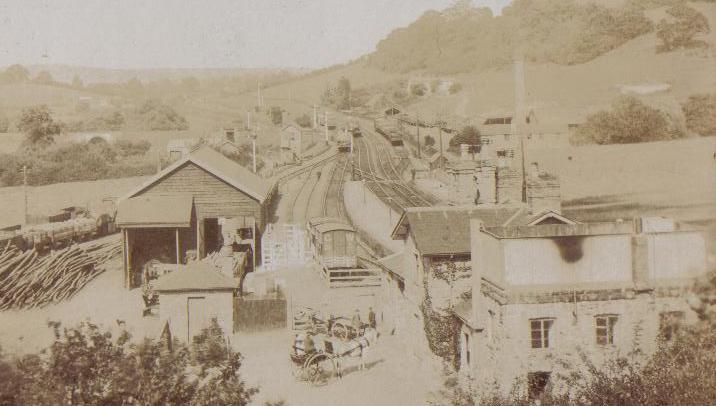
Pontrilas Bahnhof. Links am Bildrand ist die Doppelbogenbrücke zu sehen, die den Streckenverlauf nach Hay markiert

Nachdem die Strecke zwischen Hay und Pontrilas vollständig befahren werden konnte, stiegen die Passagierzahlen stark an. Es wurden täglich fünf Personenzüge und ein Güterzug angeboten. Trotzdem gelang es nicht einen Gewinn zu erzielen 1889 betrug der Verlust 723 Pfund und 1890 2.129 Pfund. In der Folge bezweifelten einige Investoren die Richtigkeit des Aktien-Prospektes aus dem Jahr 1886 an. Green-Price konnte in den Verhandlungen erreichen, dass sie keine Klage einreichten. Im Gegenzug musste er jedoch auf das geplante Projekt der Bahnstrecke nach Monmouth verzichten. Zwischen den Kreditgebern für die ursprüngliche Strecke und die Erweiterung gab es in der Folgezeit trotzdem regelmäßig Streit.
Anfang des Jahres 1891 konnte die Gesellschaft zeitweise den Lohn der Angestellten nicht mehr zahlen, so dass diese mit einem Streik drohten. Im Februar 1891 traten die meisten der Direktoren der Gesellschaft zurück, so dass Green-Price die Gesellschaft fortan allein führte. Der Weiterbetrieb der Gesellschaft gestaltet sich weitgehend unregelmäßig. Vielfach konnten die Lokomotiven und Wagen nicht eingesetzt werden, da die Golden Valley Railway mit den Mietzahlungen und den Unterhaltungsleistungen im Rückstand war. Trotzdem wurde 1893 44.891 Personen, 4.361 Tonnen Fracht und 3.760 Tonnen Erze befördert. Der Jahresverlust betrug 881 Pfund.
Ab 1895 bemühte sich ein neu gewählter Vorstand erneut um eine Vereinbarung mit der Great Western Railway zum Betrieb der GVR. Im August 1897 kam es zu einer Zugentgleisung zwischen Westbrook und Clifford, worauf am 23. August 1897 der Betrieb auf der Strecke zwischen Hay und Dorstone eingestellt wurde. Am 28. Oktober 1897 einigte man sich mit der GWR auf den Erwerb der Gesellschaft für 10.000 Pfund. Die notwendige parlamentarische Genehmigung wurde jedoch nicht erteilt, da einer der Hauptgläubiger (der Bauunternehmer Chambers als Auftragnehmer für die Monmouth-Erweiterung) und die London and North Western Railway dagegen opponierten. In der Folge wurde auch der Betrieb auf dem Abschnitt zwischen Dorstone und Pontrilas am 20. April 1898 eingestellt. 

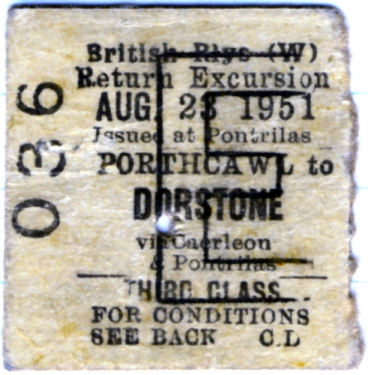
Die letzte Fahrkarte Dorstone–Pontrilas

Am 15. Dezember 1898 wurde eine neue Vereinbarung zwischen der GWR und der GVR getroffen. Dabei wurde der Kaufpreis auf 9.000 Pfund festgelegt, außerdem erhielt Chambers für seinen Anteil von über 100.000 Pfund an der GVR eine gesonderte Zahlung von 2.000 Pfund. Mit Wirkung vom 1. Juli 1899 wurde die Golden Valley Railway in die Great Western Railway eingegliedert. Die vorhandenen Fahrzeuge wurden verschrottet. Nach weiteren Investitionen in Höhe von 17.280 Pfund wurde am 1. Mai 1901 der Betrieb wieder aufgenommen. 
Der Personenverkehr wurde am 15. Dezember 1941 eingestellt. Ein bedarfsmäßiger Güterverkehr wurde bis 1957 weitergeführt.